# کنینویل (اورگن)
کنینویل (به انگلیسی: Canyonville) شهری در شهرستان داگلاس ایالت اورگن است و در سرشماری سال ۲۰۱۱ میلادی، ۱٬۸۸۴ نفر جمعیت داشته که نسبت به سال ۲۰۱۰، ۰٫۰۵ درصد رشد جمعیت داشته‌است.

## موقعیت جغرافیایی
موقعیت جغرافیایی شهرها و مناطق اطراف به شرح زیر است: